# Monifah
Monifah, artiestennaam van Monifa Carter (Harlem, 28 januari 1971) is een Amerikaanse zangeres.

## Levensloop en carrière
Carter begon met zingen in 1995. In 1996 kwam haar eerste cd uit: Moods...Moments. Haar grootste hit was Touch It uit 1998. Deze plaat bereikte de 9de plaats in de Amerikaanse hitlijsten. In Vlaanderen piekte de single op de zevende plaats.

## Discografie
| Single met hitnotering(en) in de Vlaamse Ultratop 50 | Datum van verschijnen | Datum van binnenkomst | Hoogste positie | Aantal weken | Opmerkingen |
| ---------------------------------------------------- | --------------------- | --------------------- | --------------- | ------------ | ----------- |
| Touch It                                             | 1998                  | 23-01-1999            | 7               | 14           |             |

- International Standard Name Identifier: 0000 0000 5705 5927
- MusicBrainz: e3ced5f8-085e-45a9-aa63-e67bd5d08cfa
- Virtual International Authority File: 79972757